# Ближневосточный тритон
Ближневосточный тритон (лат. Ommatotriton vittatus) — вид хвостатых земноводных из рода малоазиатских тритонов семейства настоящих саламандр. Отличительным признаком является наличие очень высокого зазубренного гребня на спине самцов в брачный период.
Ближневосточного тритона традиционно относили к роду Triturus. По результатам недавних генетических исследований род Triturus был разделён на несколько самостоятельных родов, и ближневосточный тритон был отнесён к роду Ommatotriton. Его ближайшие родственники — не гребенчатые или обыкновенные тритоны, а переднеазиатские тритоны (род Neurergus).
На сегодняшний день определение подвидов ближневосточного тритона также представляет проблему. Однозначно выделяют подвид Ommatotriton vittatus vittatus.
Относительно статуса подвида Ommatotriton vittatus cilicensis ведутся дискуссии.
Ранее считавшийся подвидом Ommatotriton vittatus ophryticus (или Triturus vittatus ophryticus) из-за генетических различий был выделен в отдельный вид Ommatotriton ophryticus.

## Описание
Длина тела ближневосточного тритона составляет в среднем 12—14 см включая хвост, редко до 17 см. Спина и бока окрашены в коричневый или тёмно-оливковый цвета с тёмными крапинками. По бокам хвоста пятна сливаются в продольные полосы. Также по обеим сторонам хвоста проходит продольная серебристая полоса. Брюхо жёлтое, оранжевое или почти красное.
У подвида O. v. vittatus на брюшке часто есть чёрные пятна. Самки окрашены более скромно, однотонно, реже с плохо различимыми тёмными пятнами.
В период размножения у самцов развивается высокий (до 4,5 см) зазубренный спинной гребень, начинающийся на голове от линии глаз и проходящий через всю спину, постепенно уменьшаясь к концу туловища. У основания хвоста гребень прерывается. При развитом гребне хвост тритона по форме напоминает широкий лист. На гребне заметно выделяются примерно 14-16 поперечных тёмных полос равной ширины. Помимо гребня в брачный период у самцов расширяются плавательные перепонки на задних конечностях.

## Распространение
Ближневосточный тритон распространен на юге Турции, Сирия, Ливан, Иордания и Израиль.

## Жизненный цикл
Как и все тритоны, ближневосточный тритон проводят весну и начало лета в водоёмах, где размножаются. Однако, в отличие от гребенчатого или обыкновенного тритонов, как правило, покидают водоёмы вскоре после икрометания. Зимуют на суше, в районах с тёплым климатом на зимовку обычно не уходят.
Половая зрелость наступает в возрасте от 3 до 5 лет. Самки ближневосточного тритона имеют почти вдвое большую продолжительность жизни чем самцы (21 год и 12 лет соответственно).